# 663
663 (DCLXIII) fue un año común comenzado en domingo del calendario juliano, en vigor en aquella fecha.

## Acontecimientos
- Un monje budista realiza la primera escalada documentada al monte Fuji en Japón.

## Fallecimientos
- Remaclo, monje benedictino.
- Cuniberto, obispo de Colonia.